# Ajuntament de Sant Pere de Riudebitlles
L'Ajuntament de Sant Pere de Riudebitlles és un edifici del municipi de Sant Pere de Riudebitlles (Alt Penedès) que forma part de l'Inventari del Patrimoni Arquitectònic de Catalunya. Forma part de les diverses construccions situades dins el nucli urbà de Sant Pere de Riudebitlles, interessants per aspectes concrets: composició o coronaments de façana, motius ornamentals, etc.
Des del 1981, a la façana principal hi ha una font de ceràmica.